# کاترین اپل
کاترین اپل (انگلیسی: Katrin Apel؛ زادهٔ ۴ مهٔ ۱۹۷۳) ورزشکار دوگانه اهل آلمان بود.